# Ceremonias
 Ceremonias  es una película erótica de Argentina filmada en blanco y negro y en Eastmancolor dirigida por Néstor Lescovich según su propio guion que se estrenó el 3 de enero de 1974 y cuya interpretación corrió a cargo de actores no profesionales. Fue el primer largometraje de Lescovich.

## Sinopsis
En una casa vacía, la convivencia de un grupo de hombres y mujeres marginales.

## Comentarios
''La Opinión escribió:

”Realizada al margen de todos los esquemas habituales de producción industrial constituye una experiencia insólita.”

Edgardo Ritaco en El Cronista Comercial dijo:

”Desfigurada y…muy rechazable vena imaginativa.”

Manrupe y Portela escriben:

”Experiencia pretendidamente vanguardista y underground de 16 mm, ampliada a 35 mm. Que reúne a 17 marginados durante 20 días en una casa vacía con la cámara tomándolos constantemente. En su presentación fuera de concurso en el Festival de Mannheim de ese año fue motivo de polémicas.”